# (182) Elsa
(182) Elsa és un asteroide que s'hi troba al cinturó d'asteroides descobert el 7 de febrer de 1878 per Johann Palisa des de l'observatori de Pula, a Croàcia.
Inicialment es va denominar Elsbeth, nom de l'emperatriu austríaca, però més endavant va ser canviat per Elsa.